# بخش شرق (شهرستان کارول، اوهایو)
بخش شرق (به انگلیسی: East Township) یک منطقهٔ مسکونی در ایالات متحده آمریکا است که در شهرستان کرول، اوهایو واقع شده‌است.
 بخش شرق ۵۹٫۷۲ کیلومتر مربع مساحت و ۸۴۳ نفر جمعیت دارد و ۳۷۱ متر بالاتر از سطح دریا واقع شده‌است.